# Karimpol
Karimpol (heute: Karimpol Group) ist ein Immobilienunternehmen aus Prag, Tschechische Republik. Es wurde 1991 gegründet und entwickelte zunächst kleine und mittelgroße Gewerbeimmobilien in Prag und Umgebung. So wurde der 12-geschossige (oberirdisch) B2Tower Prague von Karimpol errichtet.
Im Jahr 1997 eröffnete das Unternehmen eine Niederlassung in Warschau. Der Warschauer Markt entwickelte sich zum Schwerpunkt der Geschäftsaktivitäten. Hier errichtete Karimpol Polska großflächige Büroimmobilien vorwiegend entlang der Aleje Jerozolimskie – wie Nimbus Office, Mistrals Offices und die Gebäude Equator I, II, III, IV und V. Das ebenfalls in Warschau sich im Bau befindliche Bürohochhaus Skyliner ist das bislang größte Projekt des Unternehmens.
2002 investierte das Unternehmen in eine Industrieimmobilie bei Bratislava; im Jahr 2008 wurde ein Büro in Sofia eröffnet. Karimpol ist an einem Joint-Venture-Unternehmen in Sarajevo sowie einem Immobilienprojekt in Russland beteiligt. Weitere Aktivitäten werden in Ungarn, Österreich und Luxemburg betrieben.